# キマロキ編成

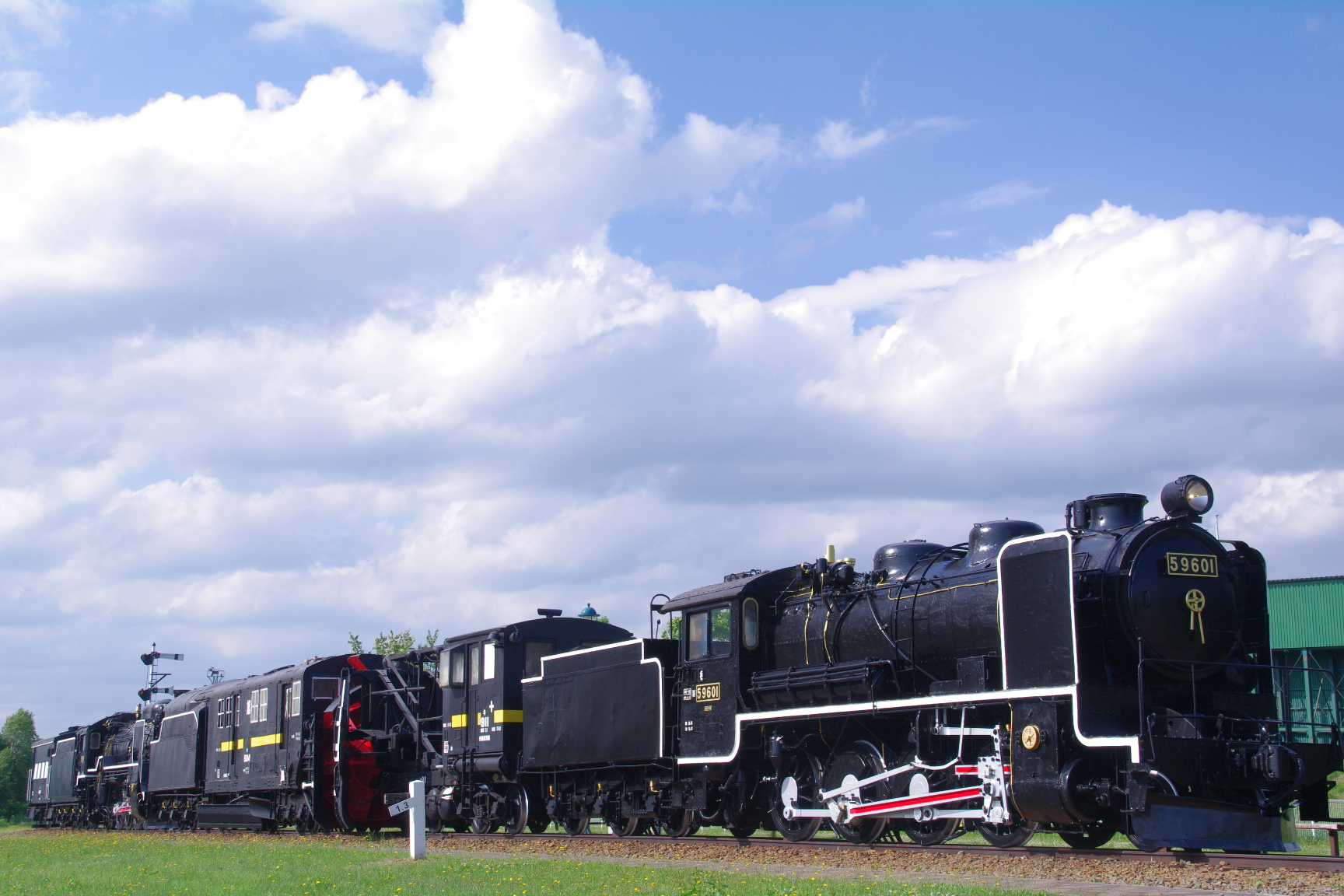
旧名寄本線上で保存中のキマロキ編成。2010年に準鉄道記念物に指定された。

キマロキ編成（キマロキへんせい）とは、過去に豪雪地帯において見られた鉄道の雪かき車の編成である。

## 解説
札幌鉄道局苗穂工場の工作課長であった羽島金三郎が、1926年（大正15年）に欧米の除雪車を視察研究した成果として考案した。
通常の除雪にはラッセル車が使用されるが、ラッセル車に押し退けられた線路脇の雪壁が高くなると除雪するそばから線路上に崩れ落ちて効果が薄くなってしまう。そのような豪雪時に線路脇の雪壁を崩し、線路から離れた場所に投雪する目的で運行された。
運行は蒸気機関車を使って行われており、無煙化が進行する1960年代までは一般的に見られた除雪ユニットである。先頭から

- 機関車の「キ」
- 線路沿いの雪壁を崩し、雪を線路上にかき集めるマックレー車（マクレーン車・マックレーン車とも呼ばれている）の「マ」
- そのかき集められた雪を遠方に投げ飛ばすロータリー車の「ロ」
- 最後尾の機関車の「キ」

の4両の編成からなり、それらの頭文字からキマロキと称される。マックレー車はかき寄せ翼側の車端部に格納式の連結棒を、ロータリー車は投雪翼車前部に連結棒接続部を、また両車とも連結棒上方にブレーキ管コックとホースを有しており、連結棒とブレーキ管を接続してキマロキ全体を一本の編成として運行し、除雪作業を行うことができる。状況によっては、除雪時にマックレー車とロータリー車を切り離して「キマ」と「ロキ」の2編成に分割し、やや間隔を開け、最徐行の続行運転で作業する場合もあった。
キマロキ編成は、速度が速いと雪壁を崩すマックレー車にかかる負荷が大きくなり、また集められた雪がロータリー車の排雪能力を超えてしまうため、10km/h程度の低速度で運行された。なお、実際の運用時には、先頭にラッセル車を組み込む、中間に除雪用の人員を乗せた職用車を挟み込む、最後尾に車掌車を組み込むなどの例もある。後年、DD14形やDD15形などの除雪用ディーゼル機関車が登場すると、次第に出動機会は減少していったが、無煙化された後もディーゼル機関車の能力を超える豪雪時には出動する場面もあった。C58形と同じボイラーを持つキ620形の出力は最大1,000 PS、定格で850 PS程度であり、DD14の2機関投雪時よりはいくらか低く、1投1走時よりは大きい。ただし、ロータリー車は自車の掻き込み口を超える高さの雪は処理できなくなるため、雪の深さに対する対応力では蒸気ロータリーの形状の方が有利である。しかしこのような対応が必要となる路線用にも、後に幹線用のDD51形と同じエンジン・走行系を持つDD53形（定格1,100PS×2）が製造された。
なお、昭和38年1月豪雪の時には線路が完全に埋もれてしまい、機関車を先頭にして運転することはおろかラッセル車さえ運転できなくなったため飯山線では前部にロータリー車+機関車をつけ足し、まずは車両の通る分の雪だけをロータリーで吹き飛ばし、さらにキマロキ編成で拡幅除雪をするという「ロキ　キマロキ」編成、上越線では機関車の前に雪を抱え込まないようラッセル車を先頭に立てた「ララキマロキラ」編成（ラッセル車2両+キマロキ編成+ラッセル車）、越美北線では「ロキヤキマロキラ」編成（ロータリー車+機関車+除雪作業員30名を乗せた職用車+キマロキ編成+ラッセル車）が出動したことがある。ララキマロキラ編成の前部のラッセル車2両は背中合わせに連結されており、2両目のラッセル車は身動きが取れなくなった際の後退用で、マックレーの後に車両を連結することが出来ないため編成中部に連結された（多量の降雪あるいは雪崩等で線路が埋もれ前進が不可能になった場合ラッセルがいないと後退すら出来なくなる）。また編成最後尾のラッセル車も同様であり、キマロキ編成の後部の機関車共々後ろ向きに連結されていた。

## 編成状態での静態保存
- 名寄市北国博物館（旧国鉄名寄本線の軌道上）- 準鉄道記念物（2010年）
- 小樽市総合博物館（鉄道・科学・歴史館）